# الزياينة (أولاد مسعود)
الزياينة هو دُوَّار يقع بجماعة لمراسلة، إقليم آسفي، جهة مراكش آسفي في المملكة المغربية. ينتمي الدوّار لمشيخة أولاد مسعود التي تضم 12 دوار. يقدر عدد سكانه بـ 660 نسمة حسب الإحصاء الرسمي للسكان والسكنى لسنة 2004.

## روابط خارجية
- البوابة الوطنية للجماعات الترابية
- المندوبية السامية للتخطيط